# Maryam Yusuf Jamal
Maryam Yusuf Jamal (amharsko ማሪያም፡ ዩሱፍ፡ ጃማል, arabsko مريم يوسف جمال; rojstno ime Zenebech Tola, amharsko ዘነበቸ፡ ቶላ), bahrajnska atletinja, * 16. september 1984, Arsi, Etiopija.
Nastopila je na olimpijskih igrah v letih 2008 in 2012, ko je osvojila naslov olimpijske prvakinje v teku na 1500 m. Na svetovnih prvenstvih je v letih 2007 in 2009 osvojila naslova prvakinje v isti disciplini, na svetovnih dvoranskih prvenstvih pa srebrno in dve bronasti medalji.